# Hina-matsuri

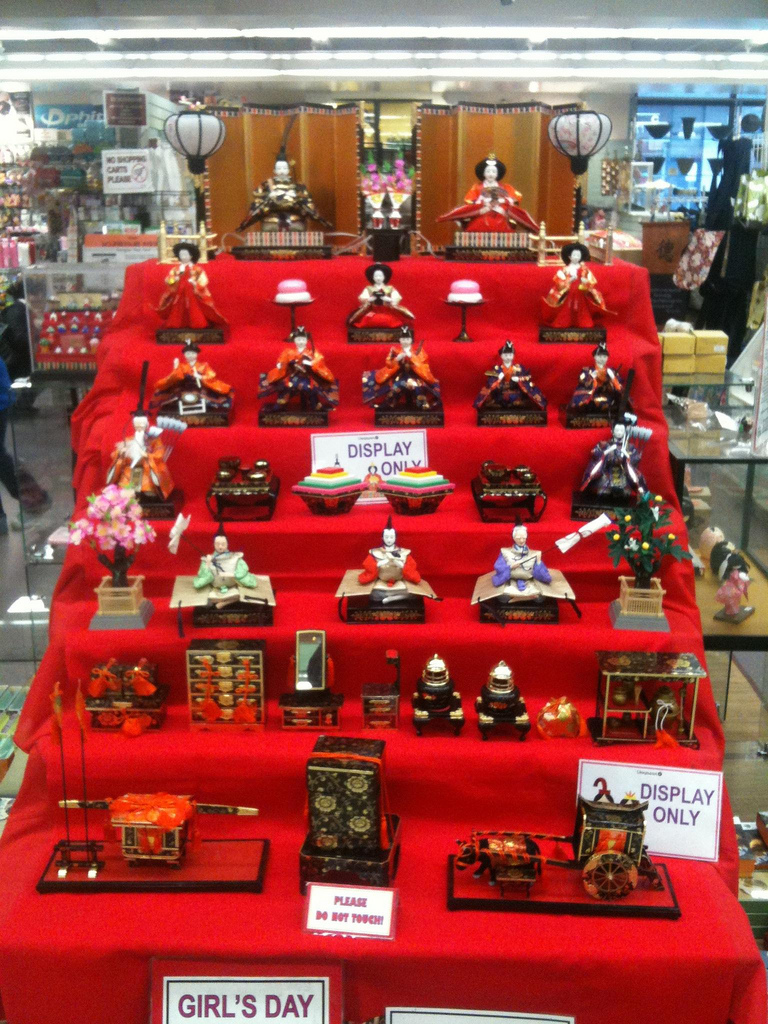
Hina-dan

Przysmaki świąteczne

Hina-matsuri (jap. 雛祭 Hina-matsuri) – Święto (Festiwal) Lalek, Święto Dziewcząt, obchodzone w Japonii w dniu 3 marca.

## Pochodzenie święta
Święto Hina-matsuri wywodzi się od starożytnych chińskich praktyk magicznych, w trakcie których wszelkie grzechy cielesne, choroby i nieszczęścia przenoszono na lalki, a następnie usiłowano się ich pozbyć poprzez wrzucanie lalek do rzeki. W niektórych regionach Japonii również zachował się podobny stary zwyczaj zwany hina-okuri lub nagashi-bina, w którym papierowe lalki spławiane są z nurtem rzeki, późnym popołudniem 3 marca.

## Pięć świąt sezonowych
Hina-matsuri jest jednym z pięciu świąt/festiwali sezonowych o nazwie sekku (五節句, go-sekku, „pięć świąt sezonowych”), przejętych z Chin i obchodzonych w dniach: 
- 7 stycznia – Jinjitsu (Dzień Człowieka), inaczej Nanakusa no Sekku (Uczta Siedmiu Ziół Zdrowia), nazwa pochodzi od zwyczaju jedzenia kleiku ryżowego z siedmioma ziołami w celu zapewnienia sobie dobrego zdrowia w nowym roku[1];
- 3 marca – Hina-matsuri (Festiwal Lalek, Święto Dziewcząt); Momo no Sekku (Święto Brzoskwiń, przypada bowiem w sezonie ich kwitnienia (według kalendarza księżycowego)[1]; Sangatsu no Sekku (Święto Marcowe); Jōshi (Jōmi) no Sekku (dzień 3 marca wg kalendarza księżycowego)[1];
- 5 maja – Tango no Sekku (Święto Chłopców); Kodomo no Hi, (Dzień Dziecka, japoński odpowiednik Dnia Dziecka; 1 czerwca nie jest obchodzony); Shōbu no Sekku (Festiwal Irysów);
- 7 lipca – Tanabata;
- 9 września – Chōyō no Sekku (Festiwal Chryzantem, dzień 9 dzień 9 miesiąca wg kalendarza księżycowego)[1].

## Hina-matsuri
Hina-matsuri było świętowane już w okresie Heian (794–1192) i ma swój początek w dwóch zwyczajach. Jeden – to tradycja dworska zabawy w dom, podczas której używano miniaturowych domków, mebelków i naczyń. Drugi – to starożytny zwyczaj oczyszczania się z grzechów. Wierzono, że wraz z oddechem grzechy przechodzą na papierowe lalki.
Jest to także dzień modlitwy w intencji dobrobytu dziewcząt – w trosce o ich zdrowie, właściwy rozwój fizyczny, powodzenie i szczęście. 

## Lalki
Japońskie rodziny – te, w których są dziewczęta – wystawiają z tej okazji hina-ningyō, czyli specjalne zestawy lalek przedstawiających postacie dworu cesarskiego.
Zestaw minimum to figurki pary cesarskiej (dairi-bina), ale komplet składa się z 15 lalek (patrząc od góry): cesarza i cesarzowej, trzech dam dworu, pięciu muzyków, dwóch ministrów i trzech strażników. Wszystkie lalki ubrane są w stroje dworskie z okresu Heian.

### Układ lalek

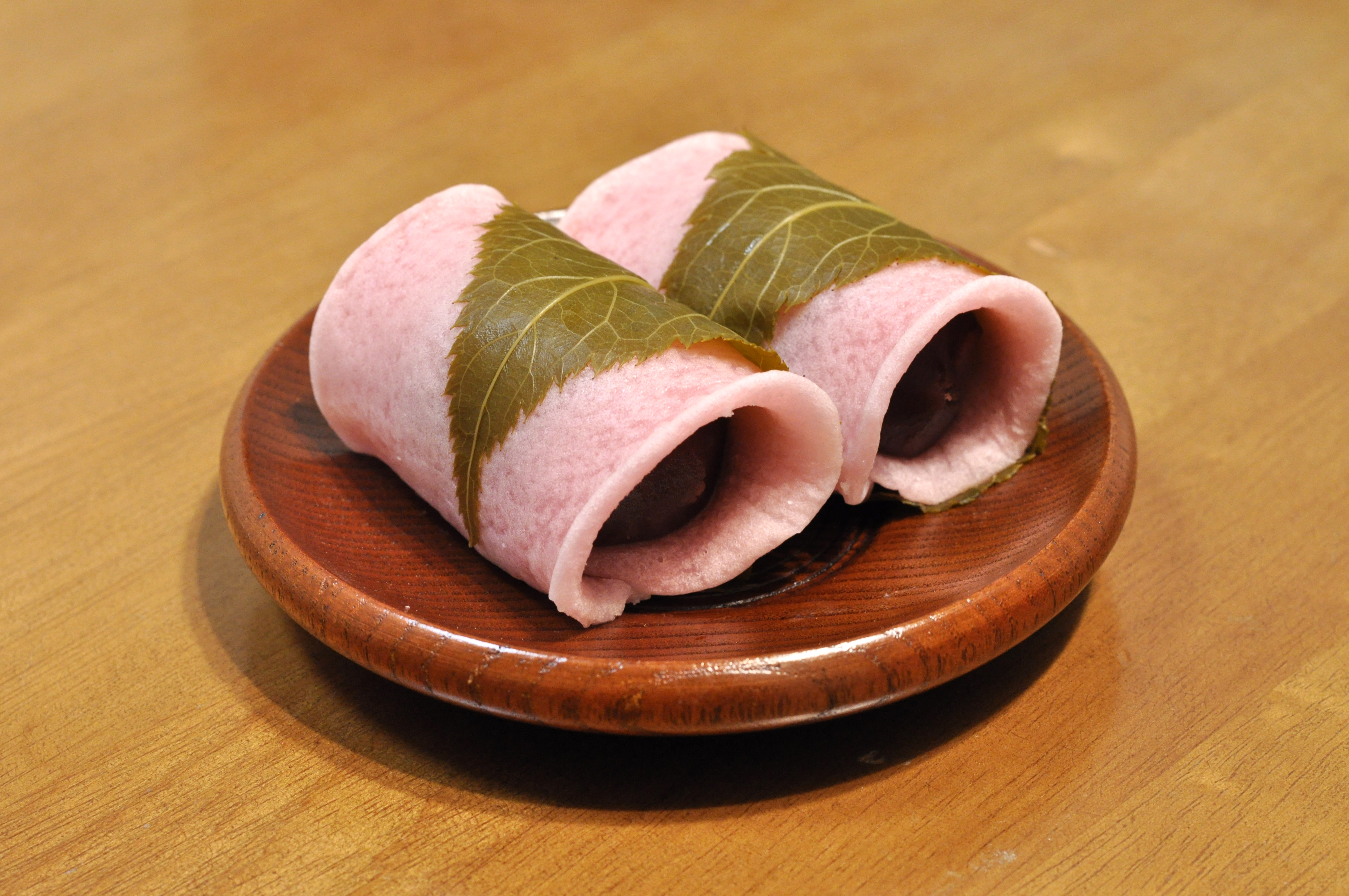
Sakura-mochi

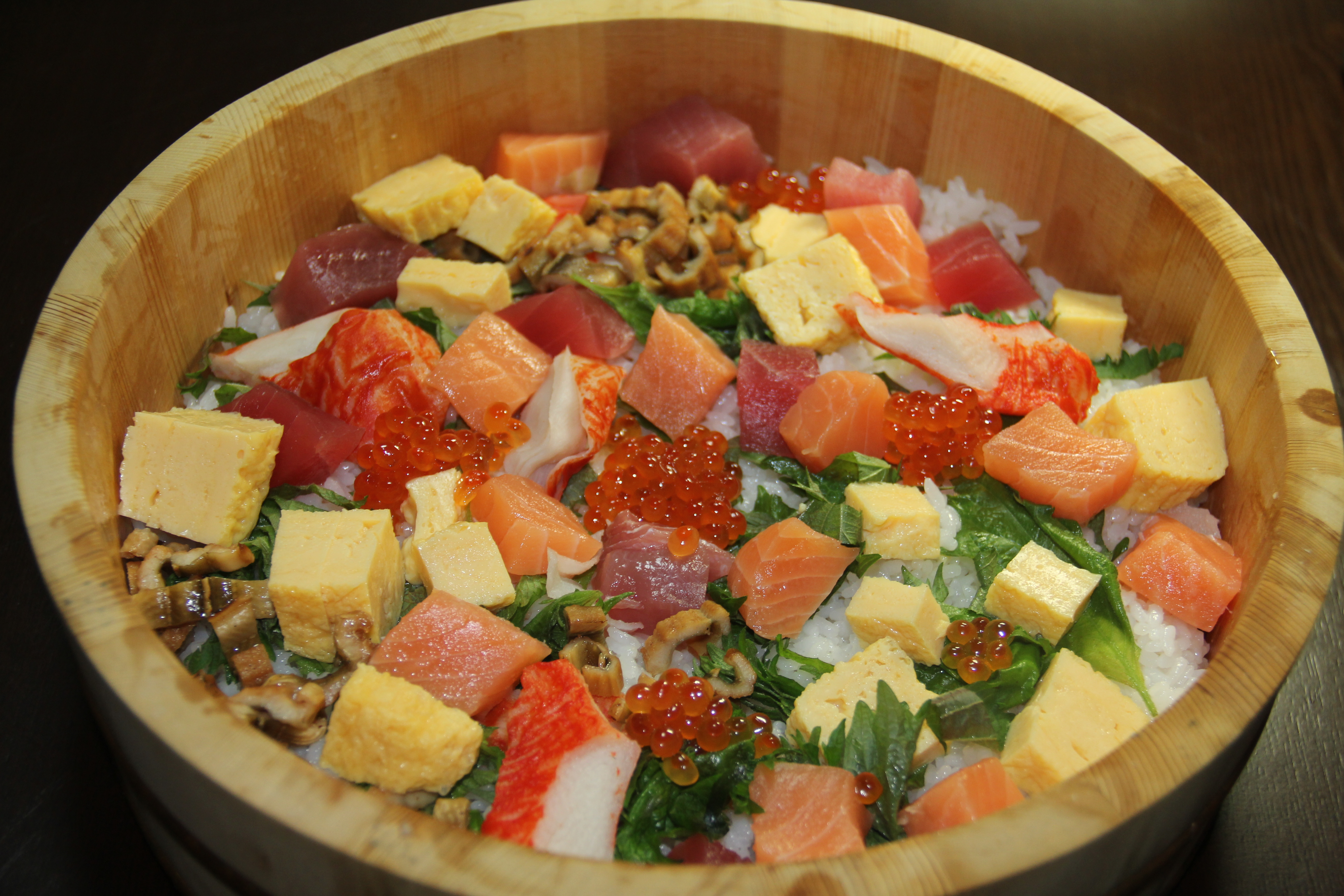
Chirashi-zushi

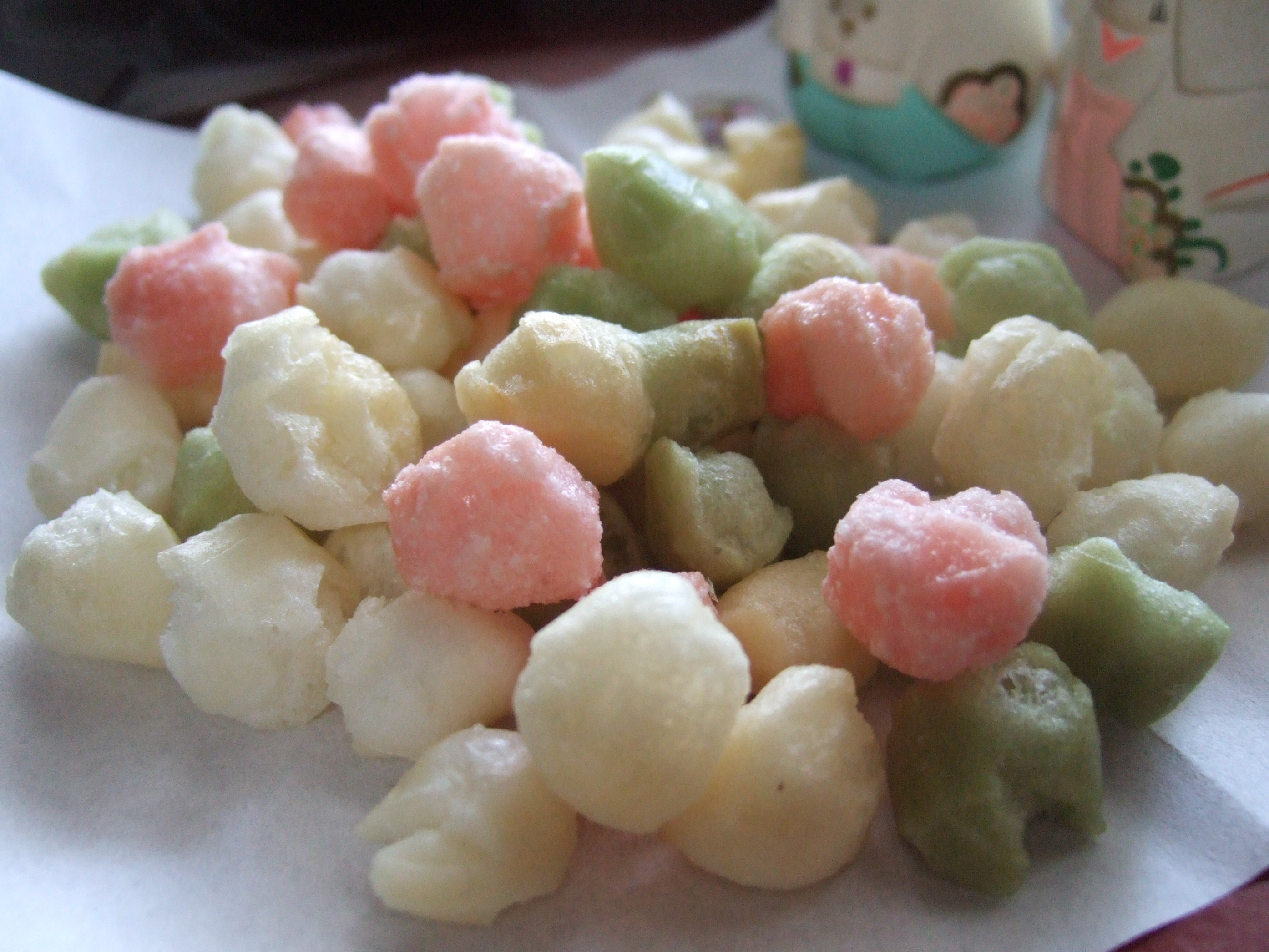
Hina-arare

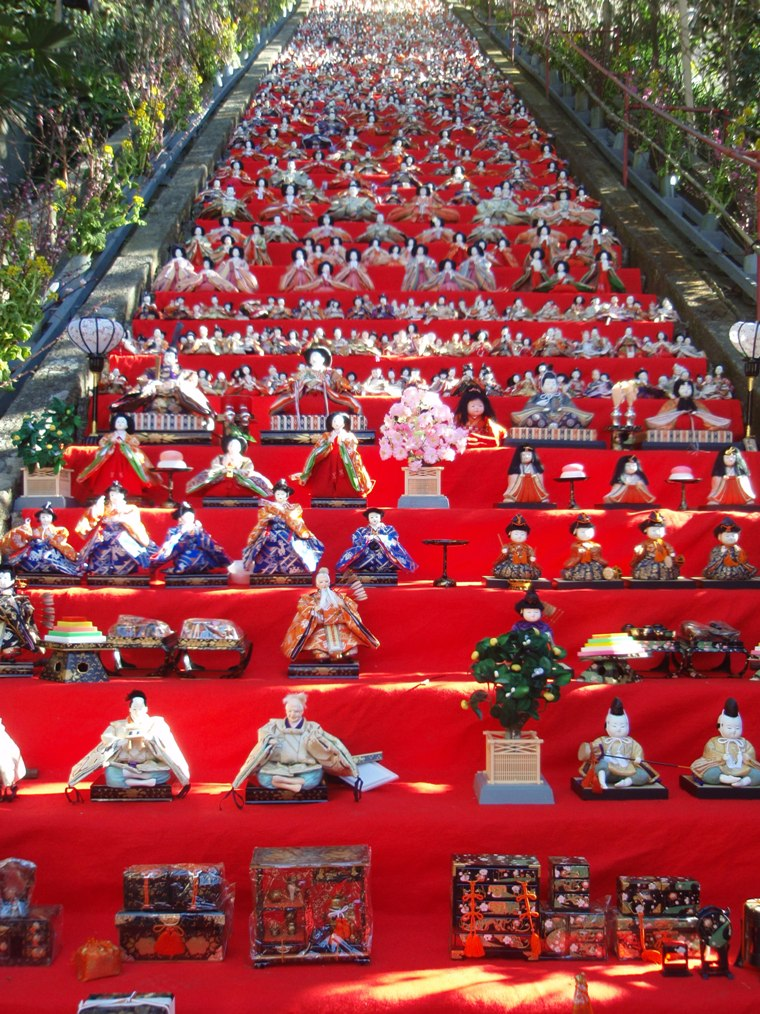
Lalki na schodach w prefekturze Chiba

Na samej górze, na tle złotego parawanu (byōbu), znajdują się najważniejsze figurki: cesarza (obina) i cesarzowej (mebina). Cesarzowa jest ubrana w ceremonialne, dwunastowarstwowe kimono (jūni-hitoe). Strój ten jest noszony także w czasach dzisiejszych, podczas intronizacji i uroczystości zaślubin w rodzinie cesarskiej. Ostatnio założyła go Masako Owada na ślub z następcą tronu w roku 1993. Do stroju jūni-hitoe przewidziane jest odpowiednie uczesanie (suberakashi) – włosy są zbierane z tyłu na wysokości szyi i opadają luźno na plecy. W rękach cesarzowa trzyma wachlarz wykonany z japońskiego cyprysu.
Na niższej półce, u stóp pary cesarskiej znajdują się trzy damy dworu (sannin-kanjo), które trzymają naczynia z sake. 
Poniżej dam dworu ustawione są figurki pięciu muzykantów (gonin-bayashi), którzy zabawiają dwór przy pomocy śpiewu i instrumentów (różnej wielkości bębny i flet).
Na półce poniżej muzykantów sadza się dwóch ministrów. Są to: udaijin – minister prawej strony i sadajin – minister lewej strony. Ponieważ strona lewa uważana była na dawnym japońskim dworze za ważniejszą, wybierano na to stanowisko osoby starsze, ze względu na ich mądrość. Dlatego lalka sadaijina ma długą białą brodę i wygląda starzej niż lalka udaijina.
Na samym dole pięciostopniowej galerii znajduje się trzech strażników, uzbrojonych w miecze, łuki i strzały. Po ich obu stronach rozstawione są: ukon no tachibana – drzewko mandarynkowe prawej strony i sakon no sakura – drzewko wiśni lewej strony.
Dekoracji całości dopełniają bukiety kwiatów, które są nieodzowną częścią wystroju wnętrza, szczególnie bukiety kwiatów brzoskwini, symbolizujących szlachetność, spokój i opanowanie.

### Zestawy lalek
Lalki hina są przekazywane z pokolenia na pokolenie. Jeżeli to niemożliwe, dziadkowie lub rodzice kupują go dziewczynce na jej pierwsze święto Hina-matsuri (hatsu-zekku). Różne elementy zestawu otrzymują dziewczynki również w formie prezentów od dalszej rodziny i znajomych.
Zestawy takie bywają bardzo drogie. Niektóre pełne zestawy kosztują ponad milion jenów. Istnieją jednak różne pułapy cenowe – w zależności od poziomu artystycznego wykonania: kostiumów i główek lalek. Ponieważ wiele rodzin japońskich mieszka w małych mieszkaniach, ostatnio staje się coraz bardziej popularny zestaw zredukowany do samej tylko pary cesarskiej.

### Prezentacja lalek
Figurki hina-ningyō nie są lalkami służącymi codziennej zabawie. Są wystawiane do oglądania w okresie do dwóch tygodni przed świętem 3 marca. Powinny być schowane w ciągu 3 dni po tym święcie. Istnieje bowiem przesąd, że jeśli nie schowa się lalek w odpowiednim czasie, to córka zostanie starą panną. 
Po zakończeniu prezentacji (która odbywa się w najbardziej reprezentacyjnym pomieszczeniu japońskiego domu) lalki są na powrót starannie pakowane do pudełek, gdzie czekają do następnego roku. Wiele kompletów takich lalek przetrwało całe stulecia – tym bardziej są one niezwykle cenne.

## Świąteczne potrawy
Istnieją również specjalne potrawy przygotowywane na to właśnie święto. Należą do nich różne słodycze, symbolicznie ofiarowywane lalkom, lecz jeszcze chętniej zjadane przez ich małe właścicielki, zwłaszcza podczas dziewczęcych prywatek, które są organizowane podczas tego święta. Do tych słodkości należą przede wszystkim różne rodzaje ryżowych ciasteczek: hishi-mochi (w kształcie rombu, pomalowane na czerwono lub różowo, biało i zielono; kolor czerwony ma odganiać demony, biały oznacza czystość, a zielony jest kolorem zdrowia) i sakura-mochi (ryżowe ciasteczka z fasolowym nadzieniem i polewą wiśniową), hina-arare (jeszcze inne ciasteczka z mąki ryżowej). Należy do nich również shiro-zake, czyli słodkie i łagodne, białe, bezalkoholowe sake. W ostatnich latach popularne stały się truskawki owinięte w słodką pastę z fasoli azuki i mochi. Oprócz słodyczy podaje się także chirashi-zushi i zupę ushio-jiru sporządzoną z małży hamaguri (Meretrix lusoria). Muszle symbolizują złączoną parę, oznaczającą życzenie szczęśliwego związku małżeńskiego

## Chram Awashima
W prefekturze Wakayama znajduje się chram shintō o nazwie Awashima (Awashima-jinja), gdzie oprócz wielu ceremonii praktykuje się zwyczaj – w ramach Hina-matsuri – umieszczania lalek w łódkach i spalania lub spławiania ich rzeką do morza (hina-nagashi), aby zabrały ze sobą wszystko, co złe, z duchami włącznie. Kobiety odwiedzają tę świątynię, aby modlić się o płodność i pomyślne porody. 